# Paul Davenport
Paul Davenport (* in Houlton, Maine) ist ein US-amerikanischer Lehrer und Schriftsteller.
Nach dem Studium zog Paul Davenport nach Deutschland und arbeitet als Lehrer mit den Fächern Englisch und Religion. Er schreibt Stücke für seine Klassen, die alljährlich aufgeführt werden. Seit der Veröffentlichung seines ersten Stückes Royal Choice 1996 publiziert er Unterrichtsmaterialien. Zurzeit lebt Paul Davenport in Lingen.

## Veröffentlichungen
- The Royal Choice. An interactive play. Stuttgart 1996. ISBN 3-12-502610-5.
- Wolf Watch. Stuttgart 2001. ISBN 3-12-544393-8.
- Snakeman. Level 3. Klett, Stuttgart 2002. ISBN 978-3-12-544395-2.
- King of the Rappers. Berlin 2004. ISBN 3-464-34397-9.
- Kevin not alone. Berlin 2007. ISBN 978-3-464-31027-4.
- Horror Trip on the Pecos River. 2007
- Melissa's game. Berlin 2008. ISBN 978-3-06-032123-0.
- Pepper spray in Paradise. Stuttgart 2008. ISBN 978-3-12-542602-3.
- Rapping for Shelly. Stuttgart 2009. ISBN 978-3-12-542642-9.